# Battle Athletes
Battle Athletes (яп. バトルアスリーテス大運動会 Батору Асури:тэсу Дайундо:кай, «Боевые атлеты») — японская медиафраншиза, начавшаяся с радиопостановки в Ai Orikasa’s Moonlight Cafe в 1996 году, затем породившая игру для Sega Saturn, на основе которых, среди прочего, позже были выпущены OVA-сериал студии Anime International Company 1997 года, манга Юки Накано и 26-серийный аниме-сериал Battle Athletes Victory, транслировавшийся в 1997—1998 годах по TV Tokyo.
В 2020—2021 годах выпускалась манга-ребут истории — Pale Blue Dot: Battle Athletes Daiundōkai ReSTART!, в которой сюжет разворачивается спустя 100 лет после оригинальных произведений. 11 апреля 2021 года состоялась премьера нового аниме-сериала Battle Athletes Victory ReSTART! на её основе, созданного студией Seven.

## Сюжет

### Battle Athletes
Сюжет разворачивается в далеком будущем. После многих лет войны с инопланетянами стороны нашли новое решение — межгалактические спортивные соревнования представителей рас. Несмотря на то, что инопланетная раса физически намного превосходит людей, человек стал чемпионом, что привело к эпохе мира для человечества. Для развития способностей будущего поколения был построен спутник под названием «Орбитальный университет», где лучшие атлеты своего времени учатся вместе с женщинами, соревнующимися за титул «Космической красавицы».
Акари Кандзаки, дочь бывшей космической красавицы, прибывает в «Орбитальный университет», горя желанием участвовать в соревнованиях. Помогают в тренировках ей члены её команды и соседи по комнате Крис Кристофер, перспективная жрица с Луны, и Анны Респиги, стеснительная девочка с тайной, настолько скрытой, что даже она сама не подозревает о ней. Крис замечательный атлет и соревнуется практически на уровне текущей космической красавицей Лахрри, что привлекает зависть на всю команду со стороны другой талантливой спортсменки Миланды.

### Battle Athletes Victory
Альтернативная история Акари с изменениями не только в сюжете, но и в характерах героинь. 4999 год. Акари Кандзаки вместе с одноклассниками проходят тесты в школе в Антарктиде, чтобы выбрать тех, кто отправиться в «Орбитальный университет». Будучи дочерью легендарной космической красавицы Томоэ Мидо, Акари не уверена в себе и вынуждена соревноваться не только со сверстниками, но и с тенью славы своей матери.
Благодаря помощи друзей Акари, слабейшая из всех, справляется с тестами и отправляется в «Орбитальный университет». Там ей приходится уже соревноваться за титул космической красавицы и готовится к участию в соревновании, от которого будет зависеть будущее человечества.

### Battle Athletes Victory ReSTART
5100 год, век спустя после событий предыдущих аниме. Новое поколение элитных спортсменов со всей солнечной системы собирается вместе, чтобы соревноваться за звание космической красавицы. В центре истории оказываются представляющая Землю крепкая физически развитая девушка, выросшая на ферме, — Каната Акэхоси (озвучена Сумирэ Морохоси); внешне равнодушная представительница колонии Фон Эсклаво Ева Гаренштайн (озвучена Юи Исикава); с детства тренировавшаяся, чтобы стать идеальной спортсменкой, но из-за несчастного случая потерявшая правую руку и левую ногу Шелли Вонг (озвучена Мию Томита), несмотря ни на что получившая место представителя Венеры.

## Медиа

### Манга
В 2020—2021 годах выходила манга-ребут истории — Pale Blue Dot: Battle Athletes Daiundōkai ReSTART! Её автором стал Руи Такато. Пролог манги был опубликован онлайн в феврале 2020 года, а выход основных глав начался только в июле того же года.. В ней представлена совершенная новая история. Всего было выпущено два тома.

### Аниме
Шестисерийное OVA студии AIC было выпущено в 1997—1998 годах.
Аниме-сериал Battle Athletes Victory транслировался на канале TV Tokyo с октября 1997 года по март 1998 года.
В 2020 году стало известно, что новая манга Pale Blue Dot: Battle Athletes Daiundōkai ReSTART! получит свою аниме-адаптацию. Над его производством работает студия Seven, режиссёром был назначен Нориюки Сасаки, сценаристом — Ёхэй Касии, дизайнером персонажей — Кадзунори Харуяма. Тору Накано является звукорежиссёром, а написанием музыки занимались hisakuni, Ясухиро Гаса, Синго Ямадзаки, Такума Соги, Юко Такахаси, Кадзуки Томита и Кэнта Ёкоти, тогда как авторами фоновой музыки указаны SUPA LOVE. Начальную композицию Cobalt no Kodō (яп. コバルトの鼓動), написанную OSTER project, исполняет Нанака Сува, а завершающую Sakura Maichiru Yoru ni (яп. 桜舞い散る夜に сакура маитиру ёру ни, «В ночь, когда падали лепестки сакуры») — Рэйна Кондо. Премьера Battle Athletes Victory ReSTART состоялась 11 апреля 2021 года.
За пределами Японии Battle Athletes Victory ReSTART транслируется через Funimation в Северной Америке, Бразилии, Великобритании и Ирландии; через AnimeLab в Австралии и Новой Зеландии и через Wakanim во Франции, России, Германии и странах Скандинавии.

### Игры
В состав медиафраншизы входят три видеоигры:
- Battle Athletes Athletic Meet — симулятор воспитания, где необходимо в роли тренера готовить Акари Кандзаки к соревнованиям. Игра вышла для Sega Saturn 13 декабря 1996 года.
- Battle Athletes Great Athletics Alternative — порт первой игры на PlayStation, вышедший 15 января 1998 года. Игра получила оценку 18/40 от Famitsu[8] и 140/200 (75 и 65) от Dengeki PlayStation[9]. Игра была перевыпущена для PS3 и PSP 22 сентября 2010 года.
- Battle Athletes Grand Athletic Meet GTO — игра для PlayStation, вышедшая 14 января 1999 года. Геймплей выполнен в духе Hyper Olympic, где игроку надо управлять моделями персонажей в ходе различных соревнований. Игра получила оценку 18/40 от Famitsu[10].

## Критика
Сюжет оригинальных произведений довольно типичен: слабая дочь кого-то известного и талантливого живет в тени славы родителя, из-за чего окружающие издеваются над ней, но она преодолевает все испытания и доказывает всем, на что она способна. То же самое разворачивается, например, в Gunbuster. Последние серии представляют неожиданный поворот и добавляют глубины сюжету.
Дизайн персонажей в оригинальном Battle Athletes явно схож с другими произведениями AIC, таких как Tenchi Muyo! Ryo-Ohki и El Hazard. В OVA довольно много фансервиса. Самыми сильнами сторонами аниме оказываются характеры персонажей и качественная анимация. Оригинальная озвучка персонажей выполнена в общем хорошо, особенно выделяются Томоко Каваками и Акэми Окамура, озвучивавшие Крис и Миланду соответственно. При дубляже на английский язык вместе с озвучкой в диалоги были внесены изменения, порой полностью меняющие характеры героев, и добавлено большее количество шуток. Это полностью меняет впечатление от аниме, поэтому критики отметили, что большинство совершенно точно возненавидит одну или другую версию.
В аниме-сериале Battle Athletes Victory представлено намного больше персонажей, чем в OVA. Характеры этих персонажей собирают все стереотипы и обобщения о расах и национальностях: например, хладнокровная русская Айла, перфекционистка-американка Джесси, дикая африканка Таня. Впрочем, со временем эти характеры развиваются, а их столкновения приводят ко многим смешным моментам в произведении. В целом эта версия более «лёгкая» и смешная, чем схожа с Dual! или Tenchi Muyo. Анимация в ней выполнена отлично и высококачественно для телевизионных аниме.
В превью Battle Athletes Victory ReSTART критики обращают внимание на обилие фансервиса и страсть главной героини к картошке. Лучшими моментами серии они отмечают общение с Шелли, использующей протезы вместо одной из рук и одной из ног, но дающей понять, что она не нуждается в сочувствии, жалости или восхищении. Одной из заметных проблем является невпечатляющапя анимация, особенно в спортивных сценах. В общем же, большинство критиков описывают премьеру сериала как «странную» и «неуклюжую».